# Stichometrie
Stichometrie ist die moderne Bezeichnung (aus griech. stichos = Zeile und metrein = messen, zählen) für die Zeilenzählung literarischer Texte in antiken Handschriften.

## Formen
Während in der Dichtung jeder Vers stichometrisch einer Zeile entspricht, wird in Prosatexten die »Normalzeile« der Länge eines epischen Hexameters (in der Frühphase 15, später 16 Silben oder rund 35 Buchstaben) angeglichen. Literarisch bezeugt sind stichometrische Angaben seit dem 4. Jh. v. Chr. In Rollen und Kodizes handschriftlich überliefert sind zwei Arten der Stichometrie: 1. Randzählung (Marginalstichometrie). Bei dieser häufigsten Methode wird jede hundertste Zeile am linken Rand der Papyrusrolle mit einem griechischen Buchstaben (A = 1 bzw. 100 bis Ω = 24 bzw. 2400) oder auch lediglich mit einem Strich gekennzeichnet. 2. Summenzählung (Totalstichometrie). Bei diesem Verfahren wird am Ende der Rolle die Gesamtzahl der Zeilen angegeben. Die Gesamtzeilenzahl war in der Antike Bestandteil der bibliographischen Beschreibung eines Werkes; auch in den Pinakes des Kallimachos, dem Katalog der Bibliothek von Alexandria, war sie den einzelnen Titeln beigefügt.

## Zweck
Die Stichometrie reicht bis in die griechische Antike zurück. Die stichometrischen Angaben erfüllen im Buchwesen der Antike einen mehrfachen Zweck. 1. Garantie der Vollständigkeit eines abgeschriebenen Textes für Bibliothekare, Buchhändler und Leser; infolge der besseren Vergleichbarkeit der Kopien auch Schutz vor Fälschungen. 2. Grundlage für die Berechnung des Schreiberlohns und des Buchpreises (das Preisedikt des römischen Kaisers Diokletian vom Jahr 306 n. Chr. legt Höchstpreise für Schreiberarbeit pro 100 Zeilen Text fest). 3. Die Kenntnis des Textumfangs ermöglicht dem Abschreiber die Wahl einer passenden Papyrusrolle. 4. In der Antike noch selten und nur in wenigen Fällen nachweisbar: genaue Stellenangabe bei Bezugnahme auf andere Werke (z. B. im Cicero-Kommentar des Asconius). 5. Offenbar gab es auch Texte, die von vornherein stichometrisch geplant wurden, indem für den Gesamttext ebenso wie für seine Teile der genaue Umfang festgelegt und dann bei der Abfassung des Textes auch eingehalten wurde. Auch Vorgaben dazu, welche Art von Text welchen Umfang haben sollte, sind bekannt.

## Stichometrie und Kolometrie
Neben der Stichometrie hat sich als weiteres Verfahren der Textanalyse die Kolometrie entwickelt. In beiden Fällen geht es um Zerlegung von Texten in kleinere Einheiten, allerdings nach unterschiedlichen Kriterien und Zielsetzungen. Vergleiche dazu den Artikel Kolometrie.